# La novia de Frankenstein
La novia de Frankenstein (cuyo título original es Bride of Frankenstein) es una película de terror y ciencia ficción dirigida por James Whale y estrenada en 1935. Es la secuela de Frankenstein (1931). En ambas, los actores Boris Karloff y Colin Clive interpretaron los papeles principales. La cinta cuenta también con la actuación de Elsa Lanchester, que encarna a Mary Shelley y a la novia del monstruo, y con la de Ernest Thesiger en el papel del doctor Pretorious.

## Argumento
Una noche de tormenta, Percy Bysshe Shelley (Douglas Walton) y Lord Byron (Gavin Gordon) felicitan a Mary Shelley (Elsa Lanchester) por su historia de Frankenstein y el monstruo. La escritora les recuerda que su intención era crear una lección moral, y agrega que aún no les ha narrado la historia completa. Mary los invita a escuchar el resto de los acontecimientos, que tienen lugar inmediatamente después de los narrados en la película anterior.
Luego que el molino fue incendiado, los aldeanos celebran la aparente muerte del monstruo (Boris Karloff) y regresan a sus casas. Sin embargo, Hans (Reginald Barlow), padre de la niña que murió ahogada en la película anterior, quiere ver con sus propios ojos los restos de la criatura. Al bajar al sótano del molino, descubre que el monstruo sigue con vida. La criatura mata a Hans y a su esposa, y espanta a una aldeana llamada Minnie (Una O'Connor), que logra escapar del lugar. Mientras tanto, un grupo de aldeanos lleva al Dr. Henry Frankenstein (Colin Clive) donde su prometida Elizabeth (Valerie Hobson). Aunque fue creído muerto en un principio, descubren que el científico sobrevivió a su enfrentamiento con el monstruo, por lo que es puesto bajo el cuidado de su prometida. 
Aunque Frankenstein se arrepiente de su creación, aún cree que está destinado a encontrar los secretos de la vida y la inmortalidad. Elizabeth, por el contrario, se opone a esta idea. Posteriormente, el científico es visitado por un hombre llamado Dr. Pretorious (Ernest Thesiger), quien había sido su profesor en la universidad. Pretorious le propone trabajar juntos, combinando sus conocimientos. Para convencerlo, le muestra diversos homúnculos de tamaño reducido que ha creado tras años de investigación. La idea de Pretorious es crear una mujer que sea la compañera de la criatura que es obra de Frankenstein.

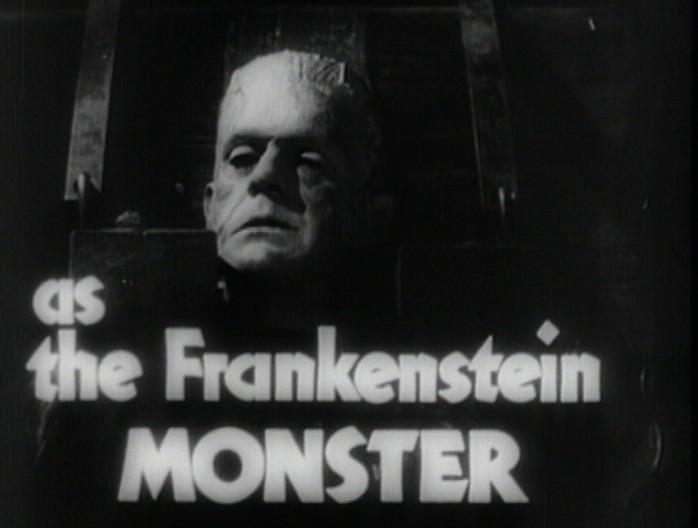
Presentación de Boris Karloff en el avance de la película.

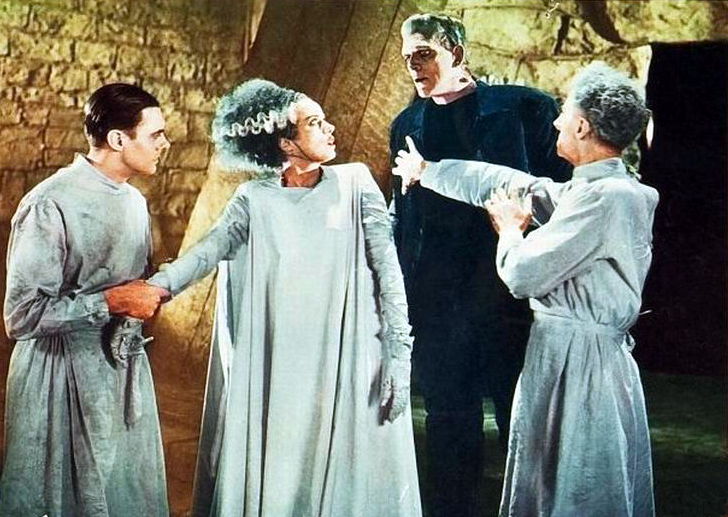
Colin Clive, Elsa Lanchester, Boris Karloff y Ernest Thesiger en una fotografía coloreada promocional de un fotograma de la película en blanco y negro.

El monstruo, que tras escapar del molino se fue al bosque, salva a una joven pastora (Anne Darling) de morir ahogada. Sin embargo, los gritos de la joven al ver a la criatura alertan a dos cazadores que disparan al monstruo. La noticia del monstruo suelto en el bosque hace que los aldeanos salgan en su búsqueda. La turba logra capturarlo y lo dejan encadenado en un calabozo. No obstante, el monstruo se libra de sus cadenas y logra huir. Esa noche, el monstruo conoce a un ermitaño ciego con quien entabla una amistad, aprendiendo incluso a decir algunas palabras. Sin embargo, un par de cazadores lo encuentran y en medio del enfrentamiento se incendia la casa del ermitaño.
La criatura huye a un cementerio y se esconde en una cripta subterránea. Allí encuentra al Dr. Pretorious, quien con la ayuda de dos hombres, Karl (Dwight Frye) y Ludwig (Ted Billings), intenta robar el cadáver de una joven. El científico le explica a la criatura que está trabajando en la creación de una mujer, una compañera para él. Una vez que el Dr. Frankenstein se ha casado con Elizabeth, Pretorious le solicita que lo ayude a terminar su trabajo en la creación de la nueva criatura. Dado que Frankenstein rehúsa, Pretorious manda al monstruo que secuestre a Elizabeth y le dice a su marido que la devolverá sana y salva si acepta ayudarle. Obligado a cooperar, Frankenstein regresa a su antiguo laboratorio, donde comienza a hacer los preparativos del experimento y a trabajar en el cuerpo de la nueva criatura.
Aprovechando una tormenta eléctrica, los científicos elevan la camilla donde está el cuerpo de la criatura hasta el techo del laboratorio. Tras recibir el impacto de un rayo, la camilla es bajada y descubren que la criatura está viva. Los científicos le quitan los vendajes y Pretorious la bautiza como "la novia de Frankenstein". El monstruo la ve e intenta acercarse a ella, pero la novia grita y huye, provocando la ira del monstruo. En aquel momento llega Elizabeth, y el monstruo le dice a ella y a Frankenstein que se vayan. Luego que ambos huyen, el monstruo acciona una palanca que destruye el laboratorio con él, la novia y Pretorious dentro.

## Reparto
- Boris Karloff: El monstruo

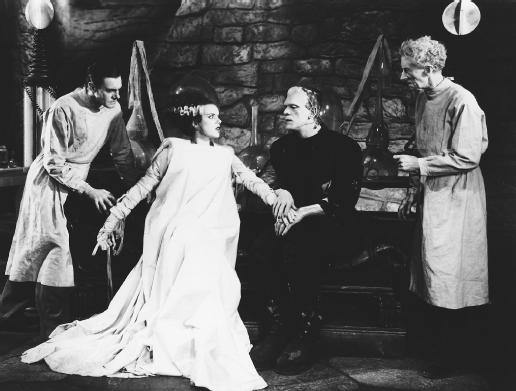
Fotograma de la película: Colin Clive, Elsa Lanchester, Boris Karloff y Ernest Thesiger.

- Colin Clive: Doctor Henry Frankenstein
- Valerie Hobson: Elizabeth
- Ernest Thesiger: Doctor Pretorius
- Elsa Lanchester: Mary Shelley / La novia del monstruo
- Gavin Gordon: Lord Byron
- Douglas Walton: Percy Bysshe Shelley
- Una O'Connor: Minnie
- E.E. Clive: Burgomaestre
- Lucien Prival: Mayordomo
- O.P. Heggie: Ermitaño
- Dwight Frye: Karl
- Reginald Barlow:  Hans
- Mary Gordon: Esposa de Hans
- Anne Darling: Pastora

## Recepción

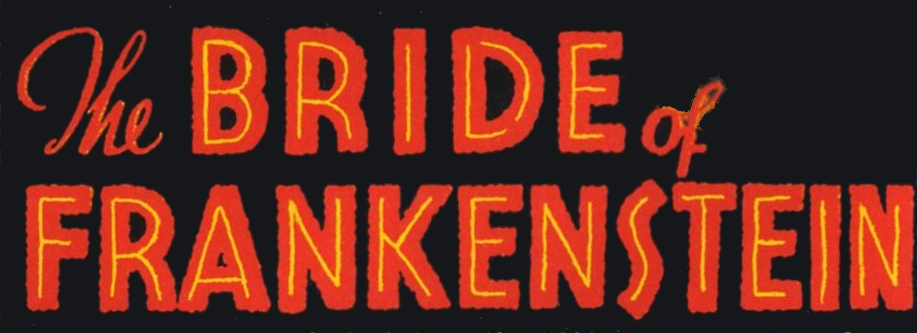
La película se anunciaba oficialmente como The Bride of Frankenstein.

La novia de Frankenstein obtuvo una respuesta positiva por parte de la crítica cinematográfica y el público en general, siendo considerada una de las mejores películas de 1935 por los sitios web Filmsite, Films101 e Internet Movie Database. La película posee un 100% de comentarios "frescos" en el sitio Rotten Tomatoes, basado en un total de 40 críticas.
En noviembre de 1998, la Biblioteca del Congreso de Estados Unidos la escogió junto a otras cintas para formar parte del National Film Registry, una filmoteca dedicada a conservar aquellas películas "cultural, histórica o estéticamente significativas".}} 
Los críticos Richard Schickel y Richard Corliss de la revista Time la incluyeron entre las 100 mejores películas de la historia. La Chicago Film Critics Association, por su parte, la ubicó en el puesto número 18 de "las películas más terroríficas". En 2008, la revista Empire llevó a cabo una encuesta entre lectores y críticos de cine para seleccionar las 500 mejores películas de todos los tiempos, y La novia de Frankenstein fue ubicada en el puesto 204.